# Ferdinand van Mayenne
Ferdinand van Mayenne ook wel Ferdinando Gonzaga genoemd (Charleville-Mézières, 1610 - aldaar, 25 mei 1632) was van 1631 tot aan zijn dood hertog van Mayenne. Hij behoorde tot het huis Guise.

## Levensloop
Ferdinand was de derde zoon van Carlo I Gonzaga, hertog van Nevers en Rethel, uit diens huwelijk met Catharina, dochter van hertog Karel van Mayenne.
Na de dood van zijn oudere broer Carlo II Gonzaga erfde hij in 1631 diens leengoederen: hij werd hertog van Mayenne en Aiguillon, markgraaf van Villars en graaf van Maine, Tende en Sommerive. 
In mei 1632 overleed Ferdinand op 22-jarige leeftijd, ongehuwd en kinderloos. Zijn leengoederen werden geërfd door zijn neef Carlo III Gonzaga, de minderjarige zoon van zijn broer Carlo II. Het hertogdom Aiguillon werd echter ingenomen door kardinaal de Richelieu en teruggegeven aan de Franse kroon.